# The Wild Hunt
The Wild Hunt peti je studijski album švedskog black metal-sastava Watain. Album je 19. kolovoza 2013. u Europi te dan kasnije u SAD-u objavila diskografska kuća Century Media. Naslovnicu je albuma "u ulju i miješanim materijalima" naslikao Zbigniew M. Bielak, koji je također napravio i naslovnicu albuma Lawless Darkness.
Svjetska turneja za The Wild Hunt počela je 24. kolovoza 2013. u Watainovom rodnom gradu Uppsali.

## Popis pjesama
Tekstovi: E., osim pjesme "Black Flames March" koju je napisao Set Teitan. 
| 1.    | »Night Vision« (instrumental)       | 3:38 |
| 2.    | »De Profundis«                      | 4:33 |
| 3.    | »Black Flames March«                | 6:20 |
| 4.    | »All That May Bleed«                | 4:41 |
| 5.    | »The Child Must Die«                | 6:04 |
| 6.    | »They Rode On«                      | 8:43 |
| 7.    | »Sleepless Evil«                    | 5:37 |
| 8.    | »The Wild Hunt«                     | 6:20 |
| 9.    | »Outlaw«                            | 5:07 |
| 10.   | »Ignem Veni Mittere« (instrumental) | 4:39 |
| 11.   | »Holocaust Dawn«                    | 7:07 |
| 61:29 |                                     |      |

| 12. | »When Stars No More Shine« | 6:27 |

## Zasluge
| Watain - E. – vokali, bas-gitara, gitara - H. – bubnjevi - P. – gitara | Dodatni glazbenici - Staffan Winroth – harmonika, violina - Anna Norberg – dodatni vokali na "They Rode On" Ostalo osoblje - Tore Stjerna – inženjer zvuka, mastering, miksanje, produkcija |